# バシチェック・モデル

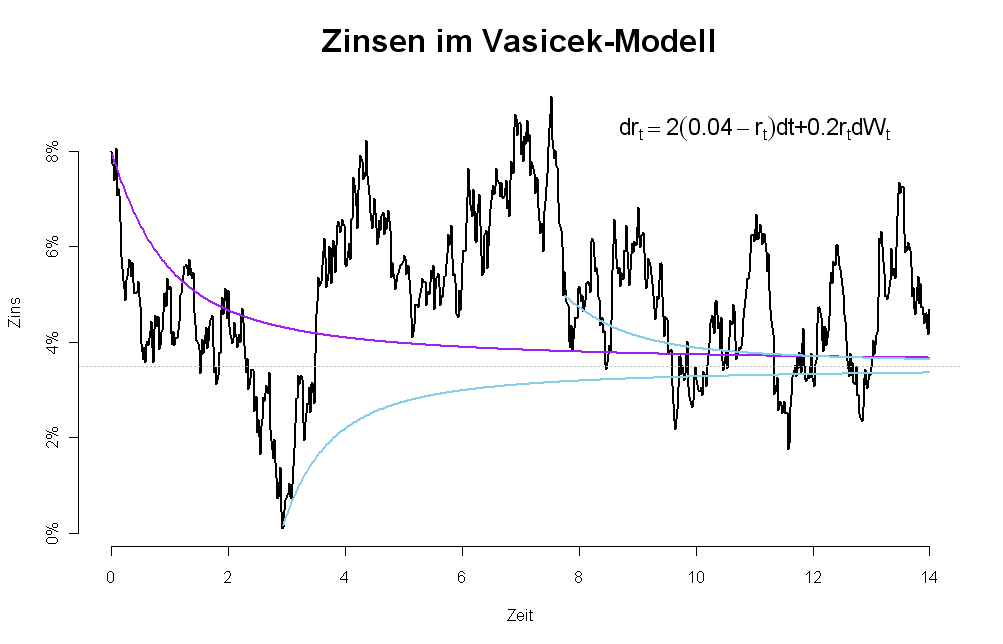
短期利子率と対応する利子率曲線の軌跡

バシチェック・モデル（英: Vasicek model）とは、数理ファイナンスにおいて利子率の時間的変動を記述する数理モデルの一つである。短期利子率を扱う単因子モデルの一つであり、利子率の変動を市場リスクという単一の要因で説明する。
このモデルは、利子率デリバティブの価格評価に使用することができ、さらに信用市場にも適用されたが、これは負の確率を発生することがあり得ることから、信用市場に使用するのは原理的には誤りとされる。
バシチェック・モデルは、金利デリバティブの評価に使用することが可能である。1977年に、チェコの数学者 Oldrich Vasicek により導入された。
バシチェック・モデルは、瞬間利子率が以下の確率微分方程式に従うとする。
drt = a(b − rt)dt + σdWt
ここに a、b、σ は正の定数であり、Wt は、無作為な市場リスク因子をモデル化したウィーナー過程であり、これにより、系に無作為変動の連続的な流入をモデル化している。標準偏差媒介変数 σ は、利子率のボラティリティを決定する。媒介変数 a、b、σ および初期条件 r0 は、動きを完全に特徴づけ、以下のとおり説明される。
- b： 長期的な平均水準。長い目で見ると、r の将来の全軌跡は、平均水準 b の周囲を動く。
- a： 回帰の速度。a は、この様な軌跡が、時間に伴い b の周囲に再度戻る速度を特徴付ける。
- σ： 瞬間的ボラティリティ。瞬間瞬間に系に繰り入れられる無作為性の強度を示す尺度

以下に導出される量もまた、興味深い。
- σ2/(2a)： 長期的分散。r の将来の全軌跡は、長い時間が経過すると、この分散に従い長期的平均の周囲に再度戻る。

a と σ は、互いに反対の役割を担う傾向がある。
σが増えると、系に流入する無作為性の量が増加するが、同時に、a が増えると、系がまた長期的平均 b の周囲に b にもより決定される分散をもって統計的に安定する速度が増加する。これは、長期的分散
{\displaystyle {\frac {\sigma ^{2}}{2a}}}
が、σ に従って増加し、a に従って減少することから明らかである。
バシチェック・モデルは、オルンシュタイン＝ウーレンベック過程である。

## 議論
バシチェック・モデルは、平均回帰性を備えた初めての利子率モデルであった。平均回帰性は、利子率を他の金融価格と異なるものとする主要な特性である。例えば株価と異なり、利子率は無限に上昇し続けることはできない。利子率が余りに高い水準になると経済活動が妨げられ、それにより利子率の低下が推進されるからである。同様に、利子率は無限に低下し続けることもできない。その結果、利子率はある制約された範囲を動き、長期的に観測される値に復帰する傾向を見せるのである。
ドリフト因子 a(b − rt) は、時刻 t における利子率の瞬間的な期待変動を示している。
媒介変数 b は、利子率が復帰する方向を示す長期的な均衡値を示している。従って、衝撃がない状況（dWt = 0）では、利子率は rt = b と定数になる。
媒介変数 a は調整速度を支配しており、長期的な均衡値の周辺での安定性を保証するため、正値である必要がある。例えば、rt が b を下回ると、正値の a によりドリフト項 a(b − rt) は正値になり、利子率が上向きに（均衡に向かって）動く傾向を引き起こす。
主な欠点は、バシチェック・モデルの下では、利子率が負値になることが理論的に可能であるが、これは望ましくない特性である。この欠点は、コックス・インガーソル・ロス・モデル、指数型バシチェック･モデル、ブラック・ダーマン・トイ・モデル、ブラック・カラシンスキー･モデル等では克服された。バシチェック・モデルは、ハル・ホワイト・モデルでさらに拡張された。

## 解および平均・分散等
確率微分方程式を解くと、以下の解が得られる。
{\displaystyle r(t)=r(0)e^{-at}+b\left(1-e^{-at}\right)+\sigma e^{-at}\int _{0}^{t}e^{as}\,dW_{s}\,\!}
バシチェック・モデルはオルンシュタイン＝ウーレンベック確率過程であることから、以下の平均および分散を有することがわかる。
{\displaystyle E[r_{t}]=r_{0}e^{-at}+b(1-e^{-at})\,\!}

{\displaystyle Var[r_{t}]={\frac {\sigma ^{2}}{2a}}(1-e^{-2at})}
その結果、以下が成り立つ。
{\displaystyle \lim _{t\to \infty }E[r_{t}]=b}

{\displaystyle \lim _{t\to \infty }Var[r_{t}]={\frac {\sigma ^{2}}{2a}}}